# Kościół Świętych Apostołów Piotra i Pawła w Oldrzyszowicach
Kościół Świętych Apostołów Piotra i Pawła – rzymskokatolicki kościół filialny w miejscowości Oldrzyszowice (powiat brzeski, województwo opolskie). Świątynia należy do parafii Wniebowzięcia Najświętszej Maryi Panny w Lewinie Brzeskim w dekanacie Brzeg południe, archidiecezji wrocławskiej.

## Historia kościoła
Kościół w Oldrzyszowicach został wybudowany w 1991 roku. Świątynia, w całości powstała ze środków mieszkańców. Konsekracja kościoła miała miejsce 29 czerwca 1991 roku a dokonał jej biskup Adam Dyczkowski wikariusz generalny archidiecezji wrocławskiej..